# Blaasveld
Blaasveld is een dorp in de Belgische provincie Antwerpen en een deelgemeente van Willebroek. Blaasveld was een zelfstandige gemeente tot aan de gemeentelijke herindeling van 1977.

## Toponymie
Een oude spelling van Blaasveld is Blaesveldt. Blaasveld werd voor het eerst schriftelijk vermeld in 1125. Het dorp kan vernoemd zijn naar Sint-Blasius, maar bladerenveld is ook mogelijk.

## Geschiedenis

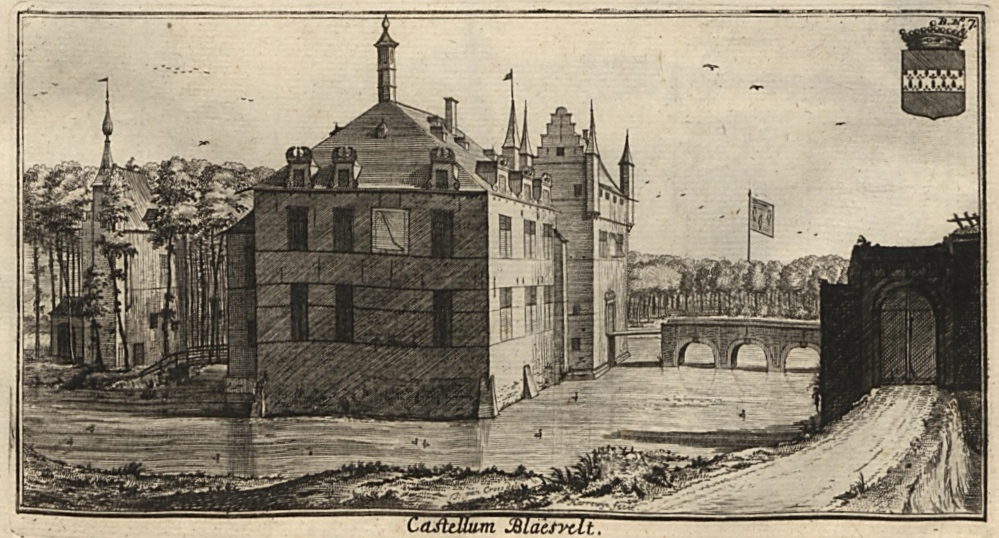
Het Kasteel van Blaasveld in de 18e eeuw (afbeelding uit Groot werreldlyk tooneel des hertogdoms van Braband - 1730)

De oudst bekende bewoners van het gebied leefden in het neolithicum. Uit die tijd zijn bewerkte vuurstenen en aardewerk gevonden.
In 1135 werd ene Siger de Blaesveldt als leenman vermeld. Het leen hing af van de heren van Grimbergen. Heren van Blaasveld waren achtereenvolgens: Jan van Wijtvliet, Rudolf Pipenpoy (1328), Jan van Boechout, daarna de families Tencke, Sanders, van der Bruggen en Prant. Van 1620-1633 werd het kasteel van Blaasveld, zetel van de leenheerlijkheid, verbouwd. In 1647 werd, onder Cosmans de Prant, het leen tot baronie verheven. Door huwelijk kwam het aan de familie d'Ongnies. In 1807 kwam het kasteel aan Maria Henrietta, gravin van Maldegem. Ze trad in het huwelijk met een de Lalaing en liet de slotkapel en andere bouwvallige delen van het kasteel slopen. De dochter gravin de Maldegem de Lalaing trouwde met een d'Overschie. Vervolgens kwam het kasteel in handen van buitenlanders en verviel verder. Jan Moeyersoms-Van de Hende liet het kasteel nog herstellen. Uiteindelijk kwam het aan de families Leysen, Blanche Leysen en Lacourt. Deze liet het kasteel in 1946 op illegale wijze slopen.
Op het domein van dit verdwenen kasteel, in het natuurgebied het Blaasveldbroek, staat een kapel gewijd aan Onze Lieve Vrouwe. Een ander religieus gebouwtje, de Sint-Franciscuskapel, zou geînspireerd zijn op de slotkapel van het verdwenen kasteel. Bij deze kapel staat een kastanjeboom van meer dan 300 jaar oud.
Blaasveld was een zelfstandige gemeente tot einde 1976. Op dat moment had Blaasveld een oppervlakte van 4,50 km² en telde 3055 inwoners.

## Geografie
Het centrum van Blaasveld ligt net ten oosten van het centrum van Willebroek, aan de oostkant van het Zeekanaal Brussel-Schelde.

## Bezienswaardigheden
- Het Kasteel Bel Air, aan de Mechelsesteenweg
- Het Kasteel Ten Berg, aan de Mechelsesteenweg
- De Sint-Amanduskerk, aan de Mechelsesteenweg
- De monumentale tamme kastanje op het domein Blaasveld
- De Veertienbunders kapel in het Blaasveldbroek

## Natuur en landschap
Blaasveld ligt op kleiige en zandige bodem, op een hoogte van 2-5 meter. Het is vastgebouwd aan Willebroek maar heeft ook een landelijk gebied. Het Blaasveldbroek is een 160 hectare groot natuurgebied.

## Demografische ontwikkeling
- Bronnen:NIS, Opm:1806 tot en met 1970=volkstellingen; 1976 = inwoneraantal op 31 december

## Politiek

### Geschiedenis
Blaasveld had een eigen gemeentebestuur en burgemeester tot de fusie van 1977.

#### Voormalige burgemeesters
| Tijdspanne | Tijdspanne  | Burgemeester                                |
| ---------- | ----------- | ------------------------------------------- |
|            | 1816 - 1821 | Charles du Trieu de Terdonck (Kath. Partij) |
|            | 1821 - ?    | P.J. Janssens                               |
|            | 1830 - 1886 | Alexandre Wouters de Jauche (Kath. Partij)  |
|            | 1886 - 1911 | Albert Lefèbvre (Kath. Partij)              |
|            | 1911 - 1944 | Ludovic Lefebvre                            |
|            | 1944 - 1959 | Anatole Lefebvre                            |
|            | 1959 - 1966 | Florimond De Kock                           |
|            | 1966 - 1972 | Albert Goossens                             |
|            | 1972 - 1976 | Jan Langenaken                              |

## Sport
Voetbalclub FC Blaasveld is sinds eind jaren 60 aangesloten bij de Koninklijke Belgische Voetbalbond en speelt er in de provinciale reeksen.

## Bekende personen
- Arthur Boon (1883-1938), hoogleraar
- Louis De Clerck (1936-2018), atleet
- Lucien Suykens (1943-2025), politicus
- Luc Cortebeeck (1950), vakbondsleider
- Annelies Bredael (1965), roeier
- Marc Van Ranst (1965), hoogleraar/viroloog

## Nabijgelegen kernen
Willebroek, Heffen, Leest, Tisselt